# Histoire de l'information
 (janvier 2023).
Si vous disposez d'ouvrages ou d'articles de référence ou si vous connaissez des sites web de qualité traitant du thème abordé ici, merci de compléter l'article en donnant les références utiles à sa vérifiabilité et en les liant à la section « Notes et références ».
 (janvier 2023).
Cet article traite de l'histoire de l'information. Elle concerne l'évolution des méthodes et des outils de collection, de vérification, de recoupement et enfin de publication des informations, ainsi que l'évolution de la représentation de ces activités. Les pratiques journalistiques ont fortement évolué en fonction des technologies de communication, en particulier avec l'invention de l'imprimerie, du téléphone, de la radiophonie, de la télévision puis d'internet ainsi qu'en réaction à la censure qui leur a été opposée.

## Généralités
L'information a été au cours des siècles d'abord très subjective, le principe de protection des sources d'information des journalistes ne se faisant reconnaître que progressivement. On trouve[Qui ?] différentes sortes d'informations apparues au cours des siècles :
- L'Antiquité :

- Les faits divers : appelés "occasionnels" ou "canards sanglants", ils viennent des colporteurs du Moyen Âge qui racontaient les évènements importants dans les différents villages. Puis, au XVIe siècle, ils parlent de meurtres, de viols, d’accidents. Ils sont racontés sous la forme d’un récit. Ce sont des journaux de très mauvaise qualité qui cherchent à étonner et mettent surtout en scène des femmes.

- Les grandes décisions gouvernementales : En France, la Gazette est le premier journal à en diffuser, créée par un médecin, elle explique toutes les décisions du gouvernement. Il parle donc surtout de politique. C’est pourquoi toutes les informations vitales sont très contrôlées par le pouvoir, à l’époque Richelieu.

- Les libelles : Ce sont des journaux qui expriment les opinions politiques. Ils apparaissent à la révolution. Certains articles sont censurés.

- La presse plaisir : Elle apparaît en 1831. Elle est aussi appelée presse service. Son but est de faire plaisir aux gens. On y trouve des feuilletons. Ces journaux sont financés par la publicité et les petites annonces. Elle est donc peu chère et abordable pour quiconque. C’est la presse que nous présente Maupassant dans Bel Ami. Cette presse est corrompue et diffusée : il y a donc une mauvaise image de la presse depuis ce jour. De grands auteurs comme Balzac ou Dumas ont commencé dans ces journaux. Ils étaient payés à la ligne ce qui explique les grandes descriptions. Le premier journal est La presse et coûtait l’équivalent de 10 centimes d’euro.

- Le journalisme de reportage et de découvertes : Il apparaît à la fin du XIXe siècle. ex. : L’illustration. Il se développe avec la colonisation et les nouveaux moyens de transports qui permettent aux journalistes de partir toujours plus loin en reportage. Par exemple, le personnage de Rouletabille de Gaston Roux.

- Interview : Elles  apparaissent avec la radio en 1920.

- Le journalisme engagé a pour figure Albert Londres, qui raconte la face cachée du monde. Il raconte, par exemple la vie douloureuse des gens au bagne ; pour écrire Chez les fous : il se fait enfermer dans un hôpital  psychiatrique afin d’en comprendre le fonctionnement ; Les forçats de la route : est un article sur les cyclistes du tour de France. Ses reportages ont beaucoup de succès. C’est lui qui a fondé le journalisme reconnu et respecté. On trouve encore aujourd’hui un prix Albert-Londres décerné au meilleur journaliste de l’année.

- Le reportage photo : Ces reportages montrent des réalités. Par exemple Capa, un américain, fit beaucoup de reportages photo sur de grands événements historiques comme le débarquement durant la Seconde Guerre mondiale ou la guerre d’Espagne. Ils étaient publiés dans le magazine américain Life.

- Le reportage subjectif, aussi appelé gonzo journalisme. Les journalistes en ont assez de l’objectivité. Ce qui importe est l’opinion, la personne, le point de vue. L’auteur raconte des choses de la vie quotidienne de manière ironique et acerbe. Il parle souvent à la première personne.

- Les révélations : En 1974, l’affaire du Watergate montre l'importance de la protection des sources d'information des journalistes. Le président américain Nixon avait posé des micros chez le camp adverse : les démocrates. Deux journalistes vont révéler toute cette affaire et le président va être obligé de démissionner.

- Le reportage BD : L’homme le plus connu dans ce domaine est Joe Sacco. C’est un écrivain de bande dessinée. Par exemple, un de ses livres les plus célèbres est Gorazde : la guerre en Bosnie orientale, 1993-1995 ou encore Palestine. Le reportage BD va beaucoup se développer avec l’explosion de la bande dessinée.

La littérature et la presse ont beaucoup de liens. Les grands événements, les guerres, les crimes sont sources d’inspiration pour les écrivains. Comme Saint-Simon qui va critiquer la cour. Balzac, Dumas et Hugo ont fait leurs débuts dans la presse avec les feuilletons.
Le journalisme ne raconte que des choses qui vont mal, des choses surprenantes et même dramatiques, il cherche le scandale. Le journaliste est sur place et raconte des choses qu’il voit, c’est un témoin, il raconte ce que l’on n’a pas vu.[non neutre]
Internet et la télévision bouleversent tout cela. Internet permet d’avoir des informations en continu. Chacun peut devenir son rédacteur en chef en confectionnant un site ou un blog.
Aujourd’hui, nous[Qui ?] sommes surinformés et désinformés à la fois : surinformés par internet et désinformés car on ne comprend pas tout ce qui se passe.[non neutre] Internet donne des informations de  seconde main, courtes et morcelées. La presse people a aujourd’hui le plus grand public. Deux tiers des journaux créés durent moins d’un an[réf. nécessaire]. Les journaux ont une marge de liberté lorsqu’ils ne sont pas tenus financièrement.
70 % des informations proviennent d’une agence d’information (ex : AFP)  et seulement 30 % des informations sont la matière originale du journaliste comme les reportages.[réf. nécessaire]

## La construction de la profession de journaliste
Jusqu'à la loi du 29 juillet 1881, et encore lors de la Grande Guerre, les pouvoirs chercheront de manière chronique à museler la presse (18 lois ou ordonnances sur la presse de 1815 à 1848 !). Le difficile combat pour la liberté renforcera encore le lien du journalisme et du monde politique. À cette époque, la distinction n'est pas non plus claire entre les journalistes et les hommes de lettres, si bien que le journaliste passe volontiers pour un écrivain raté. En fait, le journalisme est considéré comme une étape, l'antichambre de la littérature ou du pouvoir, d'où la formule (attribuée à tort à Alphonse Karr) : « le journalisme mène à tout, à condition d'en sortir » Jules Janin. Pourtant, la presse évolue sur le plan économique et se professionnalise. Les journalistes sont de plus en plus fréquemment des salariés. La pratique de la vente au numéro, la baisse des coûts et les progrès de l'instruction rendent possible la constitution d'un lectorat populaire.
Les agences de presse se partagent les zones géographiques dès 1859. Leurs collaborateurs seront les premiers à faire réellement carrière dans le journalisme, selon Michel Mathien. La fin du XIXe siècle amplifie encore les changements entamés sous le Second Empire. Les tirages des quotidiens révèlent cette industrialisation. Ils passent à Paris de 180 000 exemplaires en 1848 au million en 1870 et cinq fois plus en 1910, en province de 250 000 en 1868 à quatre millions en 1914. Le journal tend à être considéré par son propriétaire comme une simple entreprise capitaliste, qui offre également la possibilité d'une pression sur le pouvoir politique ou encore les épargnants (Scandale de Panamá, emprunts russes). Les équipes s'étoffent et se hiérarchisent, tandis que les journalistes se professionnalisent et se spécialisent. La solidarité professionnelle s'organise lentement, sur un mode corporatiste qui tranche avec les pratiques antérieures, comme celle du duel. La tradition américaine du reportage s'impose en Europe, si bien que de nos jours encore, on assimile souvent le journaliste au reporter, grand ou petit, héros ou antihéros. La concurrence entre rédactions prend la forme de la course au scoop. Les journaux d'opinion ne disparaissent cependant pas. L'affaire Dreyfus voit la plupart des titres populaires mener une campagne d'opinion antidreyfusarde, à tonalité antisémite.
Pendant l'entre-deux-guerres, les journaux se trouvent mêlés à de nombreux scandales. Les journalistes, dont la situation matérielle s'est dégradée, commencent à opposer leur conscience professionnelle aux intérêts des actionnaires, mais s'en prennent également aux dilettantes, enseignants ou écrivains. Certains rêvent d'un conseil de l'ordre comparable à celui des médecins ou des avocats. Des conflits éclatent pour la première fois entre les journalistes et les patrons de presse. Après la Libération, les journaux issus de la Résistance, qui entendent rompre avec la tutelle de l'argent et mettre en place une éthique professionnelle, sont balayés par une concurrence plus apte à répondre aux attentes du public. Le syndicalisme, lui, se déchire.

## Le journalisme audiovisuel
C'en est fini de l'âge d'or de la presse écrite. Dès 1923, Radiola diffuse le premier journal parlé en France. Les journalistes de la presse écrite éprouvent bien des difficultés à concurrencer ce nouveau média, idoine à présenter l'information instantanément. Pourtant, le statut professionnel de 1935, qui reconnaît la clause de conscience, « oublie » les journalistes de radio. Avec la télévision, commence la « mise en spectacle du monde, incluant la mise en spectacle des médias eux-mêmes » (Mathien). Le phénomène s'accélère dans les années 1980, avec le développement des chaînes privées soucieuses de l'audimat et friandes d'instantanéité, aux dépens, parfois, de la déontologie et de l'esprit critique. Pour se manifester, les acteurs sociaux se doivent eux-mêmes de « communiquer » afin de répondre aux attentes des médias, et à travers eux, de leurs publics. Les rédactions traitent souvent les mêmes images, qui constituent leur matière première. La concurrence conduirait même, selon Pierre Bourdieu, à une paradoxale homogénéisation, chacun se déterminant par rapport à ce que font les autres, comme on l'a vu lors de la pénible affaire du petit Grégory. La frontière entre le journalisme et l'animation, la réalité et la fiction, la vie publique et la vie privée, s'estompe. L'information tend à se confondre avec le divertissement (infodivertissement, mot-valise fusionnant les mots « information » et « divertissement »). Certaines légèretés et supercheries (« révolution » roumaine, reportages créés de toutes pièces) conduisent à une crise de confiance du public, en particulier à l'égard de la télévision. Dans certains pays, comme l'Italie, des politiques construisent leur carrière grâce au contrôle financier sur les principaux médias.
En tout cas, il y a loin, dans la logique multi-médiatique, du mythe du grand reporter à la réalité du journaliste contemporain, qui la plupart du temps se contente de mettre en forme des informations et des images qu'il n'a pas recueillies lui-même. En effet, chaînes de télévision et magazines recourent à des banques d'images et des agences de presse, pour se concentrer sur leur véritable métier: la présentation de l'information. Cette « externalisation » de la collecte de l'information doit beaucoup à Internet.

## Le rôle des réseaux informatiques
Internet est un réseau global qui permet la connexion de n'importe quel ordinateur personnel avec n'importe quel autre. Mais c'est aussi une source intarissable d'images et de programmes. Il symbolise l'instantanéité et l'ubiquité des flux d'informations, de capitaux, d'images. Mais il est également utilisé à des fins terroristes ou révisionnistes (notamment néo-nazies et antisémites). Les régimes autoritaires, à l'instar de la Chine et de la Birmanie, ont de leur côté développé des moyens efficaces pour le bâillonner.
Surtout, Internet recrée les conditions de la rumeur, parce qu'il permet la diffusion d'informations sans nécessairement s'inquiéter de leur pertinence ou de leur provenance. Les rédacteurs, malgré leur bonne volonté, ne sont pas non plus forcément des journalistes professionnels. Ainsi, le système le plus élaboré qu'ait produit l'informatique se conjugue avec le plus archaïque des modes d'information ![réf. nécessaire]
Cependant, le rapprochement du public à l'information permet aussi d'aiguiser l'esprit critique et d'impliquer le public dans la présentation et la collecte de l'information, qui ne sont plus alors l'apanage des médias traditionnels et de leurs spécialistes bien avisés. Cette révolution du médium permet donc au public de se réapproprier l'information et de s'affranchir d'intermédiaires souvent bien trop conformistes. On a pu voir dans Internet un remède démocratique au contrôle qu'exerceraient sur les médias traditionnels les pouvoirs financiers et publicitaires : la blogosphère en est un exemple.
Internet fait donc débat : panacée libertaire et égalitaire pour les partisans de la cyber-utopie, moyen d'expression d'une stratégie commerciale anglo-saxonne (ou de thèses plus conspirationnistes que réellement critiques) pour quelques désillusionnés, ou comme un médium simple, maniable et accessible pour ceux qui s'en servent avec circonspection. Peut-être Internet aura-t-il pour sort celui de ces radios « libres » devenues stations privées, ou bien celui, plus fâcheux, du quotidien L'Humanité. En attendant, internet contribue à renforcer l'idée selon laquelle l'information est gratuite, ce qui déstabilise sans doute (au même titre que le développement de la presse gratuite) le lectorat de la plupart des quotidiens français.

### Automates logiques et machines idéales
Pascal (1623-1662) est l'inventeur d'une machine à effectuer des additions et des soustractions, mais c'est à Leibniz (1646-1716) que revient, sinon la réalisation, du moins l'idée d'une machine capable de raisonner, c'est-à-dire d'enchaîner mécaniquement des propositions élémentaires. Ce projet est inséparable de la découverte de la possibilité, méconnue par Descartes, de ramener les raisonnements à des calculs aveugles, portant sur de simples symboles tout en respectant les critères formels de la vérité.
En France, à la fin de la Révolution, Gaspard de Prony a l'idée de diviser le travail mathématique sur le modèle de la manufacture. Cette idée inspirera l'économiste Charles Babbage : en 1834, soucieux d'automatiser certaines tâches intellectuelles, il imagine une machine capable non seulement de calculs arithmétiques, mais aussi de manipuler des formules algébriques. Babbage ne pourra cependant pas réaliser sa machine, qui aurait pu parfaitement fonctionner. En 1847, George Boole parvient à réaliser le projet leibnizien d'algébrisation de la logique. C'est toujours cet outil mathématique qui est utilisé aujourd'hui pour concevoir les circuits électroniques de nos machines modernes, remarque Jean Gabriel Ganascia. William Stanley Jevons applique en 1870 l'algèbre de Boole à la fabrication d'un piano logique, inspiré de la machine analytique de Babbage.
Au début du XXe siècle, des mathématiciens comme David Hilbert (1862-1943) proposent un modèle formel du raisonnement mathématique, susceptible d'applications automatiques. Mais c'est le Britannique Alan Turing qui, en 1936, théorise l'intelligence artificielle. Comme Carnot l'avait fait pour les machines thermodynamiques, Turing conçoit une machine idéale très simple, qui est l'équivalent théorique de toutes les machines à calcul logique concrètes. Turing se sert pour décrire sa machine des mêmes systèmes symboliques que ceux qui permettent de formaliser les mathématiques. Pendant la Seconde Guerre mondiale, Turing réalise l'un des premiers calculateurs électroniques.

### Le développement de l'informatique
La machine de Turing se contentait de parcourir toutes les possibilités d'un problème donné, sans stratégie propre. En 1956, les pionniers de l'informatique associent aux programmes des méthodes heuristiques, qui consistent à orienter la machine dans des directions privilégiées.
C'est au milieu des années 1970 que l'informatique se répand dans le monde industriel. Les micro-ordinateurs font alors leur apparition, mais l'informatique ne fera son entrée dans les foyers qu'au milieu des années 1980, avec l'adoption du jeu vidéo par les enfants et les adolescents. Apple, avec son Macintosh, commence à populariser les ordinateurs personnels dès 1984. Au milieu des années 1990, la micro-informatique connaît une véritable explosion avec l'irruption de l'Internet dans les préoccupations des industriels et des politiques, puis dans la vie quotidienne. Pourtant, explique Vinton Cerf, un des pères du réseau, « Internet, qui a paru surgir de nulle part, était en développement depuis trente ans ». Comme l'espace interplanétaire, le cyberespace a d'abord été exploré par les militaires et les scientifiques, puis est devenu un instrument de  la reconquête du marché de l'électronique grand public. Les autoroutes de l'information seront un projet phare de l'administration Clinton, à la fois pour relancer l'économie (à l'intérieur) et pour favoriser le libéralisme (à l'extérieur).

### D'Arpanet à Internet
En 1962, en pleine guerre froide, Paul Baran réalise, à la demande de l'armée de l'air américaine, une étude sur les systèmes de communications militaires. Il développe le principe d'un réseau maillé très décentralisé, capable de fonctionner même en cas de destruction partielle, ou de problèmes de saturation, du fait de l'existence de plusieurs chemins possibles entre deux « nœuds » du réseau.
En 1969, l'Université de Californie à Los Angeles met en œuvre, pour le Pentagone, l'embryon du réseau de l'agence pour les projets de recherche avancée (Arpanet), auquel d'autres institutions scientifiques et universitaires ajoutent bientôt des nœuds supplémentaires. Dès 1972, est conçu le projet d'une architecture internationale, l'Internet, constituée d'un ensemble de réseaux autonomes interconnectés, qui ne deviendra réalité qu'à la fin des années 1980 (la France se connecte en 1988).
En 1979 se produit le premier cas de censure sur un réseau informatique, en raison de la création de groupes de discussion sur le sexe et les drogues. En 1981, France Télécom lance le Minitel, qui aura à son apogée 20 millions d'utilisateurs pour 6,5 millions de terminaux ! 
En 1983, Arpanet se scinde de Milnet, rattaché à la Défense. Arpanet (relayé en 1990 par le réseau de la National Science Foundation) est quant à lui destiné aux chercheurs et aux universitaires, comme le stipulera l'Acceptable Use Policy.
En 1990, le laboratoire européen du CERN invente et met au point le World Wide Web, dont la simplicité contribue à l'explosion d'Internet. La vague de commercialisation commence dès 1991, avec la création du Commercial Internet Exchange, mais c'est 1995 qui sera, selon Arnaud Dufour, l'année charnière. NSFnet cesse alors d'exister : aucune autorité d'ensemble ne coiffe plus Internet, communauté de milliers de réseaux, appartenant à différents gouvernements, entreprises privées, ou universités. Depuis, le nombre d'entreprises connectées croît constamment, d'où l'apparition d'un certain sentiment de dépossession parmi les pionniers du réseau.
La délinquance sur Internet est cependant plus ancienne que cette invasion commerciale. Historiquement, les premiers sites attaqués par les hackers furent ceux des institutions étatiques et militaires. Internet semble avoir été propice, de par son caractère décentralisé, mais aussi par hostilité à tout Big Brother électronique, à l'investissement de sentiments anarchisants.
Actuellement, en 2006, se développent d'autres formes de cybercriminalité, mues par l'appât du gain (détournement des paiements par carte bancaire, contournement des droits d'auteur, interception de données sensibles, blanchiment de fonds). Mentionnons aussi les réseaux pédophiles ou néo-nazis. En réponse, les États mettent en cause, à défaut de pallier leurs carences, la dérégulation. Certains tentent néanmoins de construire un cadre restrictif, à l'échelle nationale ou régionale (Europe et Asie, entre autres), ou, avec pragmatisme, d'adapter leurs outils de lutte contre la criminalité. Les motivations sont parfois celles, classiques, des régimes autoritaires, mais aussi celles des administrations fiscales.
Internet, présenté comme un réseau mondial[réf. nécessaire], reste en réalité largement dominé par les opérateurs américains et la logique libérale[réf. nécessaire].